# Epipocus cinctus
Epipocus cinctus es una especie de coleóptero de la familia Endomychidae.

## Distribución geográfica
Habita en México, Guatemala y Texas en (Estados Unidos).